# 慈恵会 (美濃加茂市)
慈恵会（じけいかい）は、岐阜県美濃加茂市下米田町に所在する社会福祉法人である。

## 概説
脳神経外科医で医学博士の山田實紘が1987年（昭和62年）10月に設立し、美濃加茂市を中心に岐阜県内の7市町で特別養護老人ホーム、デイサービスセンター、在宅介護支援センター、老人保健施設、障害者短期入所事業所、ホームヘルパー派遣、指定老人訪問看護などを設置・運営している社会福祉事業者である。2016年（平成28年）6月に美濃加茂市との間に「災害時における福祉避難所の開設等に関する協定」および「行方不明高齢者等捜索活動連携協定」を締結した。

## 施設
- さわやかナーシングビラ
- さわやかナーシング川辺
- さわやかナーシングみたけ
- さわやかナーシング可児
- さわやかナーシングさかほぎ
- さわやかナーシング下呂
- さわやかリバーサイドビラ
- ケアハウス飛騨川
- ケアハウス第2飛騨川
- ケアハウス下呂温泉
- さわやか長楽荘
- さわやか日本ライン老人ホーム
- さわやかグループホームみのかも
- さわやかグループホーム本郷
- さわやかグループホーム川辺
- さわやかグループホーム可児
- さわやかグループホームみたけ
- さわやかグループホーム七宗
- さわやかグループホームさかほぎ
- みのかもし在宅介護支援センター
- 川辺町在宅介護支援センター
- 御嵩町在宅介護支援センター
- 下呂在宅介護支援センター
- さわやかナーシング可児介護相談センター
- 美濃加茂市東部長寿支援センター
- さわやかナーシングビラデイサービスセンター
- すこやかタウン美濃加茂デイサービスセンター
- みのかも西デイサービスセンターあじさい
- 訪問看護さわやかステーション
- さわやかナーシングビラホームヘルパーステーション
- 川辺町デイサービスセンター
- 御嵩町デイサービスセンター
- 西可児デイサービスセンター
- さわやかデイサービスセンター下呂
- さわやかリバーサイドビラデイケアセンター